# クルト・ブルンズによるユダヤ系捕虜の処刑

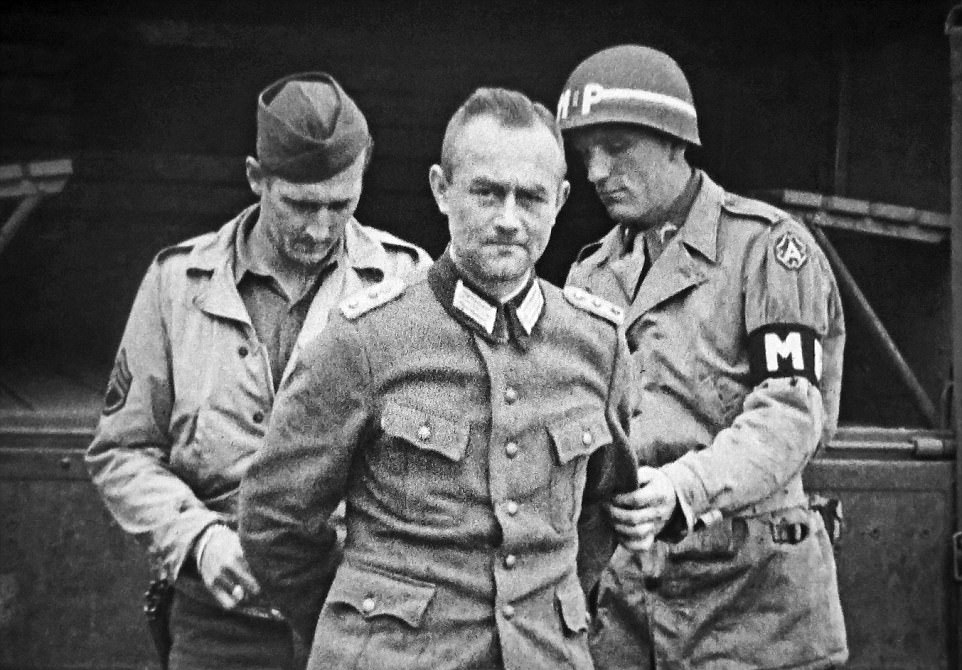
処刑直前のブルンズ

バルジの戦いの最中の1944年12月20日、ドイツ陸軍の将校であるクルト・ブルンズ（Curt Bruns, 1915年3月12日 - 1945年6月15日）は、捕虜としたアメリカ陸軍将兵の中から2人のユダヤ系兵士を連れ出し、銃殺刑に処した。彼らはリッチー・ボーイズとして知られるドイツ系語学要員で、捕虜の尋問などを担当していた。ブルンズは終戦前の1945年2月に逮捕され、4月7日の軍事裁判で死刑判決を受けた。ブルンズの銃殺刑はドイツ降伏後の6月14日に執行された。第二次世界大戦において、ブルンズはアメリカ軍によって処刑された最初の戦争犯罪者である。

## バルジの戦い
1944年12月16日、ドイツ軍は「ラインの守り」作戦を発動、ベルギー南部からフランス東部に展開した連合軍に対し、ルントシュテット攻勢（連合国側の呼称「バルジの戦い」）として知られる大攻勢を開始した。
12月20日10時00分頃、ドイツ陸軍第18国民擲弾兵師団第293連隊第2大隊は、アメリカ陸軍第106歩兵師団の将兵300人ほどを捕虜にした。この際、アメリカ側が捕虜として収容していたドイツ兵30人が解放されている。第2大隊はドイツのブライアルフおよびベルギーのシェーンベルクを作戦地域として掌握しており、ブライアルフからシェーンベルクに向かって1.9マイルほど進んだ地点にある税関庁舎に大隊本部を設置していた。大隊長はクルト・ブルンズ大尉であった。
ブルンズは1915年3月12日にニーダーザクセンのユイスト島で生まれた。1939年から陸軍将校として勤務し、1943年9月に大尉へと昇進した。1944年12月から第293連隊第2大隊長代行となり、1945年1月12日から正式に大隊長を務めていた。
アメリカ人捕虜らは大隊本部のある税関庁舎へと行軍させられた。そして庁舎前に到着した時、道路まで出ていたブルンズに対し、解放されたばかりのドイツ人捕虜2人が「アメリカ兵の中に2人のベルリン出身者がいて、彼らは流暢なドイツ語を話すユダヤ人だ」と伝えたのである。ブルンズは直ちにその2人を連れてくるようにと命じ、さらに「ドイツではユダヤ人に生きる権利はない」（Juden haben kein Recht, in Deutschland zu leben）と口にした。第2大隊第6中隊長のホフマンという軍曹が捕虜の隊列から2人を連れ出し、税関庁舎の壁近くに並ばせた。到着からおよそ30分後、連れ出された2人をその場に残したまま、捕虜の隊列はドイツ軍支配下のブライアルフに向けての行軍を再開した。隊列が見えなくなってから、ブルンズとホフマンは短く言葉を交わした。それからホフマンは5、6人の兵士を引き連れ、2人のアメリカ兵を庁舎から200mほど離れた場所まで連れていき、そこで射殺したのである。ブルンズは庁舎前に居て、処刑の一部始終を目にすることができた。
1945年2月13日、アメリカ陸軍第4歩兵師団第12歩兵連隊管理中隊のジョン・H・スワンソン四等特技兵（John H. Swanson）は、税関庁舎とブライアルフの間の道路に掘られた穴の中に2人のアメリカ兵の死体を発見した。アメリカ軍はこの地域で戦闘を行っておらず、またその死体が別の師団の所属であったことから、スワンソンはこの出来事を具体的に覚えていたという。その後の調査で、処刑された2人のアメリカ兵は、カート・R・ジェイコブス一等軍曹（Kurt R. Jacobs）とマーレイ・ザップラー五等特技兵（Murray Zappler）だと特定された。
2人は共にドイツ生まれのユダヤ人だった。モー・"マーレイ"・ザップラー（Moe “Murray” Zappler）は、1924年9月1日にドイツのハンボルンにて生を受けた。1933年のナチ党の権力掌握後、ザップラー家はドイツを逃れ、ベルギーとフランスで一時期過ごした後、1937年9月3日にニューヨークの土を踏んだ。マーレイ・ザップラーは1943年までブロンクスに暮らしていた。カート・ジェイコブスは1904年11月17日にベルリンで生を受けた。やはりナチ党の権力掌握後に母と共にドイツを逃れ、1936年10月3日からニューヨークに暮らしていた。なお、ジェイコブスの父はドイツ脱出に失敗し、1942年にテレージエンシュタット・ゲットーで死去している。
彼らはリッチー・ボーイズとして知られるアメリカ陸軍情報部のドイツ系語学要員だった。捕虜尋問および防諜に関する教育を受けた後、第106師団付の第154捕虜尋問班（Interrogation POW Team No.154）に配属されていた。
陸軍情報部では2人の死に関する調査を進めていた。そしてハインリヒ・カウター上等兵（Heinrich Kauter）という捕虜のドイツ兵から2人の処刑についての詳細な証言があり、その中でブルンズの名が浮上した。陸軍情報部はヨーロッパ戦線全域でブルンズの捜索を開始し、2月初旬のうちに第3軍隷下部隊がブルンズの逮捕を報告した。

## 裁判
1945年4月7日、デューレンにてブルンズを裁くための軍事裁判が設置された。
1944年12月17日から20日まで税関庁舎内に住んでいたというマルガレーテ・マイターズ（Margarethe Meiters）は、アメリカ人捕虜らが行進している最中、ブルンズ大尉が「手を挙げなければ射殺する」と言っていたと証言した。加えて、20日にはブルンズの副官だったオッペルマン（Oppermann）という少尉が、「ドイツには捕らえた黒人やユダヤ人を受け入れる余地はない」、「2人のドイツ人捕虜によって尋問者だと特定されたが故に彼らは殺されたのだ」と話していたという。
アントン・コルン（Anton Korn）というドイツ人捕虜は、ブルンズ大尉が捕虜の殺害にどう関与したかを探るために、アメリカ側の指示を受けてブルンズの隣の独房に入っていたと主張した。コルンはかねてより密告者としてアメリカ軍に協力しており、陸軍情報部の指示でブルンズに接近する際には「ベルギーの民間人を何人か殺したタフな降下猟兵」を装っていた。コルンによれば、ブルンズは捕虜の中にいた2人のユダヤ人将校について、彼らを師団情報部に送って徹底的に情報を絞り出した後に殺すつもりだったと話し、「ドイツが戦争に勝とうが負けようが、ドイツにいるユダヤ人全員を撃ち殺すという神聖な誓いを立てたのだ」とも話していたという。一方で、2人を送り返す前に連隊長だったヴィッテ（Witte）という中佐から射殺せよと命令を受けたため、師団情報部に送り返すことができなかったとも語っていたという。
ブルンズ自身は、捕らえた捕虜を3つのグループ、すなわち下士官兵、士官、そして問題の2人の3グループに分けて後送したのだと証言した。そして彼らが射殺されたことは、連隊副官から大隊副官への電話によって初めて知ったのであり（20日14時00分頃に伝令から初めて聞いたとも証言している）、処刑はヴィッテ中佐が命じたもので、自分は関わっていなかったと主張した。また、コルンと短期間同じ独房にいたことは認めたが、事件について語ったことはないとした。
ハインリヒ・カウターは、第2大隊第6中隊に所属していたドイツ兵で、12月20日に解放された捕虜の1人である。カウターは彼が捕虜として囚われている間に流暢なドイツ語を話すアメリカ兵に尋問を受けたことに加え、2人のユダヤ人アメリカ兵が処刑されるまでの顛末を詳細に証言した。カウターには虚偽の証言を行う理由もなく、主張の内容もほぼ一貫していた。さらに、彼は死体の発見、およびブルンズの逮捕前から同内容の証言を行っていた。死体が発見され、またブルンズ自身の証言も大部分がカウターの主張と一致していた。このことから、カウターの証言は十分信憑性があるものとされた。
ブルンズに対する死刑判決は5月8日に承認され、6月9日に執行が命じられた。6月14日、デンストルフの採石場にて銃殺刑が執行された。なお、ブルンズのほかに5人のドイツ兵も同時に処刑されている。4人はSS隊員、1人は国防軍兵士であり、いずれもスパイ活動について有罪判決を受けていた。
ブルンズはアメリカ軍によって処刑された最初の戦争犯罪者である。